# Gummi
Gummi és probablement el nom preàrab de Mahdia.
Fou ocupada per fenicis, cartaginesos i romans. A la comarca s'han trobat nombroses instal·lacions de tractament del peix per salar (salsamenta) i després la pasta coneguda com a garum que era un dels menjars habituals dels romans i, per tant, tenia fàcil sortida als mercants romans. A la zona interior de la moderna Kairuan i El Djem (Thysdrus) es fabricaven també molts estris amb terra cuita que eren exportats pels ports de la costa de Mahdia, i se sap que alguns d'aquestos ports tenien representants a les corporacions de navegants a Òstia (Acholla, moderna Bou Cria abans Botria; Sullecthum, després Sallacta o Salakta, i Gummi, moderna Mahdia). Un gran nombre de vies comunicaven la regió de la costa amb l'interior, segons en part descriuen els itineraris del segle iv i en part ha confirmat la fotografia de prospecció aèria, i s'estenien com una tela d'aranya. Apareixen nombroses granges i algunes poblacions més gran (d'algunes s'han trobat les restes) com Sarsura a 3 km al sud de Bou Merdes, Vaga, moderna Oued Beja prop d'Henchir Aouzer, Tegea, moderna Henchir Merdesse (les ruïnes ocupen 80 hectàrees), Aggar, moderna Henchir Maqlouba a 2 km al nord de Ksour Essef (amb nombrosos forns de cocció), Zeta, propera a Vaga, i altres. Gummi i Sullecthum eren les dues ciutats principals de la costa i Thysdrus (El Djem) i Bararus (Henchir Rougga) a l'interior. Les viles de l'interior tenien una estructura de centre amb nombrosos llogarets a la rodalia que en depenien, cosa que no s'observa a Gummi ni a Sullecthum.
Al nord de Gummi, a Tapsos (uns 15 km), es va lliurar la batalla decisiva dels romans contra els pompeians. Una mica al sud, a Caput Vada (moderna Chebba a uns 30 km al sud), va desembarcar el 533 el general romà d'Orient Belisari per reconquerir el país de mans dels vàndals.